# Klüh Service Management
Die Klüh Service Management GmbH ist die Konzernobergesellschaft eines international tätigen Dienstleistungsunternehmens mit Hauptsitz in Düsseldorf. Das Unternehmen ist in den Bereichen Reinigung, Klinik-Dienstleistungen, Catering, Gebäude-Management und Security Services tätig. Zum Angebot gehören auch umfangreiche Flughafen-Dienstleistungen (Airport Services).

## Geschichte
Josef Klüh gründete 1911 einen Gebäudereinigungs-Service und legte damit den Grundstein für das Unternehmen. Sein Sohn Josef Klüh (1918–1943) übernahm 1938 den Betrieb. Während des Zweiten Weltkriegs wurde der Vater 1943 als Soldat in der Sowjetunion getötet und dessen Witwe Elisabeth Klüh-Thron und die Großmutter Maria Klüh nahmen nach dem Krieg 1946 die Geschäftstätigkeit wieder auf. 1962 erfolgte die Übergabe des Betriebes an den damals 20-jährigen Sohn und alleinigen Inhaber des Unternehmens Josef Klüh (* 28. Januar 1942 in Düsseldorf). Es erfolgte die Ausweitung des Angebotes außerhalb der Region um Düsseldorf auf ganz Nordrhein-Westfalen und später bundesweit.
Diesem Schritt folgte die Erweiterung um zusätzliche Dienstleistungen in Ergänzung des Reinigungsgeschäfts und 1976 wurden rund 3000 Mitarbeiter beschäftigt. Für Dienstleistungen im Gesundheitswesen wurde 1976 die Tochtergesellschaft SANITAS Klinikdienste GmbH gegründet. 1991 folgte mit der Akquisition der WSD (Wach- und Sicherheitsdienst GmbH Co. Zentrale KG) der Einstieg in den Bereich der Sicherheitsdienste (Klüh Security). 1992 folgte die Gründung von Klüh Catering für den Bereich des Gesundheitswesens. Es folgten 1996 der Bereich Wirtschaftsdienste und 1997 des Gesundheitsmanagements. Im Jahr 2000 folgte die internationale Expansion mit der Beauftragung der Airport Services für den neu erbauten Eleftherios-Venizelos-Flughafen bei Athen. Im Jahr 2002 erfolgte die Gründung des Bereichs Gebäude- und Personal Service und 2008 der Gebäudetechnik. 2004 hatte Klüh den Zuschlag für das olympische Dorf in Athen erhalten und für 17000 Athleten und Funktionäre die Reinigungs- und Hauswirtschafts-Services bereitgestellt. 2004 erfolgte der Markteintritt in Russland und 2005 in Polen mit der Beauftragung durch ein Krankenhaus mit 800 Betten im oberschlesischen Rybnik. 2006 erhält Klüh einen Auftrag im Umfang von 14 Mio. Euro von Sun Microsystems für Services in 19 Ländern.
Im Jahr 2016 erzielte das Unternehmen mit 49.000 Mitarbeitern weltweit einen Jahresumsatz in Höhe von 770,0 Mio. Euro. Im Jahr 2017 betrug er 803 Mio. Euro und stieg 2022 auf 923 Mio. Euro. Der Auslandsumsatz betrug 2022 rund 235 Mio. Euro.
An dem im Jahr 2000 gegründeten Gemeinschaftsunternehmen Services Management International (SMI) mit Sitz in London waren die Klüh Gruppe, die Sin&Stes aus Frankreich (jetzt Teil der Elior Group) und der MITIE Group PLC aus Großbritannien bis 2010 beteiligt.
Im April 2010 erhielt Klüh den Reinigungs-Auftrag für das höchste Haus der Welt, den 828 m hohen Burj Khalifa in Dubai. Auch die Neuausschreibung über drei weitere Jahre gewann das Unternehmen im Jahr 2014 sowie ein weiteres Mal 2017.
Im Oktober 2024 eröffnete das Unternehmen eine Zweigstelle auf dem EUREF-Campus in Düsseldorf.

## Eigentümer
Der Unternehmenseigentümer Josef Klüh hat sich am 1. November 2009 aus dem operativen Geschäft zurückgezogen und den Vorsitz im Klüh-Beirat übernommen.

## Unternehmensstruktur
In Deutschland unterhält Klüh Service Management in 20 Städten Niederlassungen. Für die Geschäftsbereiche Reinigung, Gebäude-Management und Flughafen werden weitere Standorte vorgehalten.
International ist Klüh Service Management vertreten in Dubai, Amsterdam, Warschau, Istanbul, Peking, Wuhan und Shanghai. In den Vereinigten Arabischen Emiraten (Dubai, Abu Dhabi) ist die Klüh-Gruppe Marktführer.

## Dienstleistungen
Der Reinigungs-Sektor ist der umsatzstärkste Service der Klüh-Gruppe. Im September 2019 übernahm Klüh von der ISS Facility Services Holding GmbH die Tochtergesellschaft ISS
Facility Services GmbH mit rund 2.000 Mitarbeitern und 700 Kunden. Die ISS Facility Services GmbH erbringt im Wesentlichen Reinigungsdienstleistungen, aber auch Catering- und Security-Services für mittelständische und Großunternehmen mit Sitz in Deutschland. Das Unternehmen erzielt damit einen Jahresumsatz von 46 Mio. Euro. Ein 2008 eingeführtes Business Catering weitete das Angebot aus. Klüh ist derzeit viertgrößter Caterer Deutschlands. Im Klinik-Geschäft ist die Klüh-Gruppe Marktführer Security Services erweiterte 2008 mit einer umfassenden Service-Beauftragung durch die Europäische Zentralbank den Kundenkreis, zu dem unter anderem die Bundeswehr, Flughäfen und IT-Unternehmen zählen. Ein breites Angebot an Personal Services komplettiert das Dienstleistungsangebot von Klüh Service Management.

## Steuerermittlungen
Im Jahr 2008 wurden umfangreiche steuerliche Ermittlungen gegen die Sicherheits-Branche des Unternehmens eingeleitet. Die Ermittlungen wurden jedoch nahezu ergebnislos eingestellt.

## Unternehmerische Gesellschaftsverantwortung
1986 gründete Unternehmensinhaber Josef Klüh die „Stiftung zur Förderung der Innovation in Wissenschaft und Forschung“. Der jährlich verliehene Preis ist mit 25.000 Euro dotiert.
Das Unternehmen fördert u. a. auch den Düsseldorfer Eishockey-Club DEG sowie die Jugend des Fußballvereins Fortuna Düsseldorf.

## Kontroverse
2016 wurde das Unternehmen mit Mobbing und Diskriminierung der Mitarbeiter (meistens Frauen und Gewerkschafter), die für die Kosmetikfirma Avon in der Türkei arbeiten, in Verbindung gebracht.